# Nazaret (Teguise)
Nazaret es una localidad española del municipio de Teguise, situado en la isla de Lanzarote, perteneciente a la provincia de Las Palmas, en la comunidad autónoma de Canarias.

## Historia
Hacia mediados del siglo XIX, el lugar, por entonces referido como un pago, ya pertenecía a Teguise. Aparece descrito en el duodécimo volumen del Diccionario geográfico-estadístico-histórico de España y sus posesiones de Ultramar de Pascual Madoz con las siguientes palabras:

NAZARET: pago en la isla de Lanzarote, prov. de Canarias, part. jud. de Teguise, térm. jurisd. de la misma pobl.
(Madoz, 1849, p. 146)

En 2024, la entidad singular de población de Nazaret tenía empadronados 1063 habitantes, de los que 1033 lo estaban en el núcleo de población de ese nombre y los 30 restantes en diseminado.